# Villechétive
Villechétive ist eine französische Gemeinde mit 261 Einwohnern (Stand: 1. Januar 2022) im Département Yonne in der Region Bourgogne-Franche-Comté. Villechétive gehört zum Arrondissement Sens und zum Kanton Brienon-sur-Armançon (bis 2015: Kanton Cerisiers). 

## Geographie
Villechétive liegt etwa 20 Kilometer ostsüdöstlich des Stadtzentrums von Sens. Umgeben wird Villechétive von den Nachbargemeinden Cerisiers im Norden, Vaudeurs im Norden und Nordosten, Arces-Dilo im Osten und Südosten, Bussy-en-Othe im Süden sowie Dixmont im Westen.

## Bevölkerungsentwicklung
| Jahr                       | 1962 | 1968 | 1975 | 1982 | 1990 | 1999 | 2006 | 2013 |
| Einwohner                  | 174  | 157  | 136  | 141  | 132  | 149  | 173  | 236  |
| Quellen: Cassini und INSEE |      |      |      |      |      |      |      |      |